# Saint-Germain-sur-Avre
Saint-Germain-sur-Avre é uma comuna francesa na região administrativa da Normandia, no departamento de Eure. Estende-se por uma área de 5,4 km². Em 2010 a comuna tinha 1 196 habitantes (densidade: 221,5 hab./km²).